# 平野杏子
平野 杏子（ひらの きょうこ、1930年 - ）は、日本の画家、造形作家。大久保作次郎、三岸節子に師事。

## 略歴
1930年、神奈川県伊勢原市の事業家の家に生まれる。1962年より平塚市にアトリエを構え、初期は具象的な風景や静物に才能を見せながら、次第に仏教に傾倒し、抽象的な作風の大作を発表するようになる。

## 主な作品
- 冥海の鯤(Big Imaginary Fish in the Ocean) 1970年 油彩・キャンバス 110.8×144.4cm 東京都近代美術館所蔵
- 青い太陽 1987年 1167×807cm 油彩・キャンバス 平塚市美術館所蔵

## 著書
- 『平野杏子画集』（東美デザイン、1976年）
- 『磨崖仏讃 - 美の世界を新羅に求めて』（耕土社、1978年）
- 『平野杏子作品集』（平野杏子作品集刊行実行委員会、2003年）